# Plesiotrygon iwamae
La raya de río de cola larga o plesioraya de río, Plesiotrygon iwamae, es una especie de raya de agua dulce de la familia Potamotrygonidae, y del género Plesiotrygon.

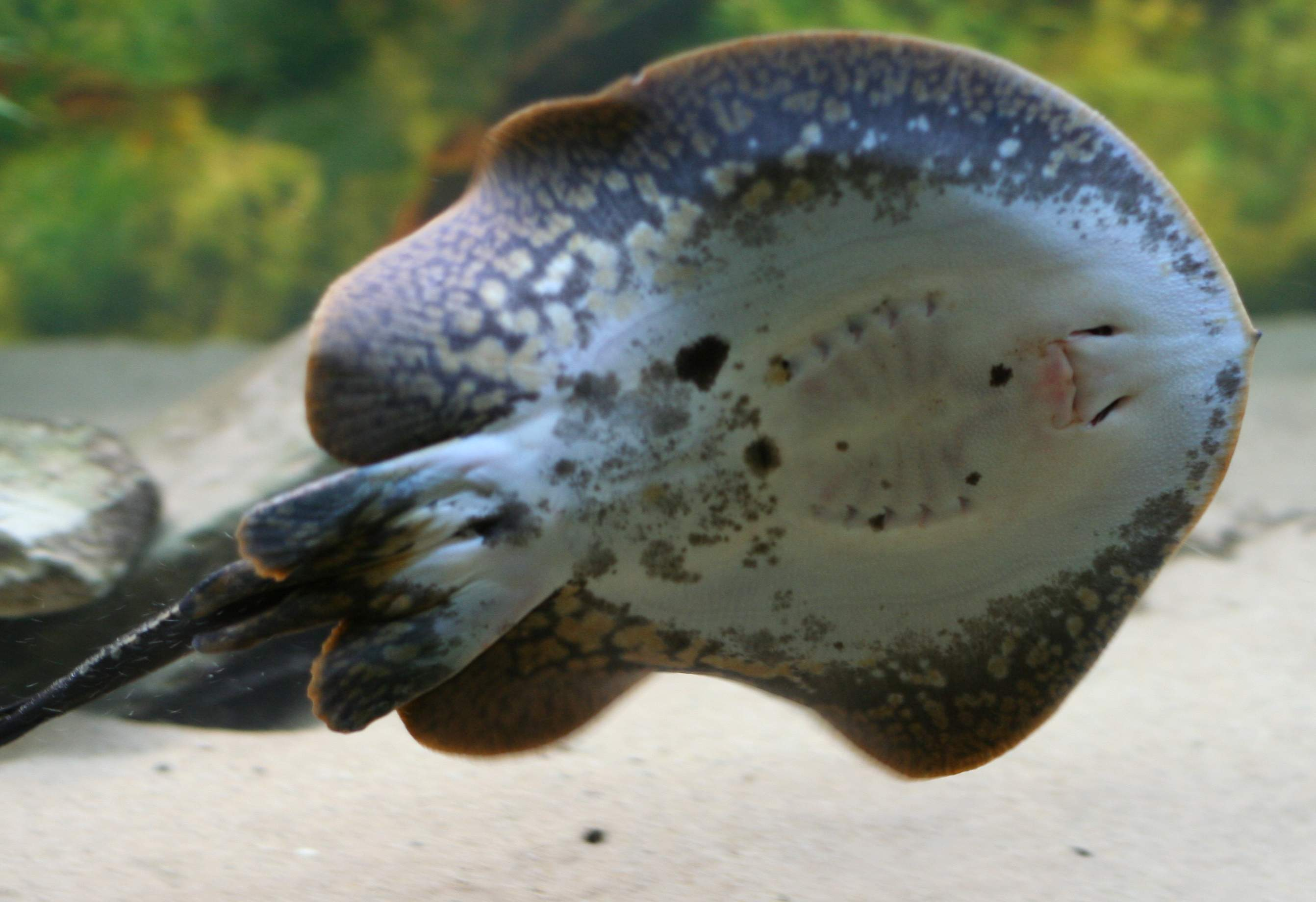
ejemplar de plesioraya nadando.

La cola es larga con un pequeño aguijón venenoso, sus ojos son más pequeños, su cuerpo es grisáceo con algunas manchas, su disco es totalmente redondeado con forma de O.
Sus presas favoritas en estado salvaje son: crustáceos, moluscos, y peces pequeños (succiona a los bagres). los detecta gracias a sus ampollas de gel que está situado al frente de su cara, le permite encontrar presas en la arena y en el lodo.
La especie fue descrita en 1987 por Hugo P. Castello del Museo de Zoología, Universidad de São Paulo. 
Los otros especímenes se encontraron en otros museos.
Muchos ejemplares se encuentran en acuarios.